# Fatboy Slim
Norman Quentin Cook (nacido como Quentin Leo Cook; Bromley, Londres, 31 de julio de 1963), más conocido como Fatboy Slim, es un DJ y productor británico. Junto con otras bandas como The Prodigy y The Chemical Brothers, fue pionero en el género big beat, el cual es una combinación de hip hop, breakbeat, rock y rhythm and blues.
La carrera musical de Norman cuenta con su participación en un grupo de rock llamado The Housemartins. En 1992 fundó Freak Power, un grupo musical de Brighton que publicó dos discos, consiguiendo que uno de sus temas apareciera en un anuncio de pantalones Levi's.
En 1996 Norman Cook adoptó el nombre de «Fatboy Slim» y dio el salto internacional a las cabinas de DJ en colaboración con el productor Simon Thorton y el sello al que sigue vinculado, Skint Records, consiguiendo que sus creaciones le convirtieran en uno de los grandes del género big beat.
Adoptó infinidad de alias y estilos: Pizzaman, Mighty Dub Cat, Freak Power, entre otros. A cada uno se lo puede asociar fácilmente a un estilo en concreto y una época de su vida e incluso alguno de ellos siguen dando sus frutos hoy en día.
Fue en 1997, después de conocer al dúo The Chemical Brothers, cuando Fatboy Slim apareció con su álbum debut, Better Living Through Chemistry. El título no es ninguna casualidad, referente absoluto dentro de la historia del big beat. Su siguiente trabajo de estudio, You've Come a Long Way, Baby, es un nombre imprescindible a la hora de hablar de su carrera discográfica llena de éxitos. Su último álbum, Halfway Between the Gutter and the Stars, se aleja un poco más del big beat para recordar, como Norman dice, a los sonidos que siempre le han inspirado para crear.

## Historia
Quentin Leo Cook, se crio en Reigate, Surrey, Inglaterra, donde estudió en al Reigate Grammar School y posteriormente en la universidad de Brighton (Inglaterra). Dejó de usar 'Quentin' y empezó a llamarse 'Norman' mucho antes de adoptar su otro seudónimo.
Comenzó su carrera musical tocando la batería en Disque Attack (banda de new wave británica). Cuando el líder de la banda, Charlie Alcock tuvo que abandonar el grupo para concentrarse en sus estudios, Cook tomó el relevo como vocalista. En el Reigate College, Cook conoció a Paul Heaton con quien formó Stomping Pondfrogs. A los 18 años acudió a la Universidad de Brighton y fue durante esta etapa cuando comenzó a desarrollar sus habilidades para pinchar en la floreciente escena de Brighton club bajo el nombre de DJ Quentox.
En 1985, Paul Heaton había formado una banda llamada The Housemartins. En vísperas de su primera gira nacional, el bajista abandonó el grupo y Cook se mudó a Hull (Yorkshire) para unirse a ellos. La banda tuvo un gran éxito con su primer sencillo "Happy Hour". Sus dos discos, London 0 Hull 4 y The People Who Grinned Themselves to Death, entraron en el Top 10 del Uk Albums Chart. Alcalzaron el número uno de las listas británicas justo antes de la Navidad de 1986 con el sencillo "Caravan of Love". A pesar del éxito de The Housemartins, la banda se separó en 1988. Heaton, junto al batería Dave Hemingway formaron The Beautiful South y Cook volvió a Brighton para retomar su carrera musical conforme a sus preferencias. Fue en ese momento cuando comenzó su relación profesional con el ingeniero de estudio Simon Thornton, que se mantiene hasta la actualidad.
Cook logró su primer éxito en solitario en 1989, junto a MC Wildski, futuro miembro de Beats Internacional, con el sencillo "Blame It on the Bassline". La canción siguió a la plantilla básica de lo que vendría a ser el estilo de música característico de Beats International. Se convirtió en un éxito modesto en la lista de sencillos del Reino Unido, alcanzando el puesto # 29. Cook formó Beats International, una banda compuesta exclusivamente por músicos de estudio como los vocalistas Lindy Layton, Lester Noel, DJ Baptiste, el rapero MC Wildski, y el teclista Andy Boucher. Su primer álbum Let Them Eat Bingo incluye exitoso sencillo "Dub Be Good To Me", que provocó una disputa legal en torno a las denuncias de violación de los derechos de autor mediante el uso liberal de samples no autorizadas: el bajo reproducía nota por nota el conocido sencillo The Guns of Brixton de The Clash y la letra fue tomada de Just Be Good To Me de The SOS Band. Cook perdió la causa y fue condenado a pagar dos veces los derechos de autor generados por el álbum.
En 1994, Cook formó Freak Power, junto a la trompetista Ashley Slater y la vocalista Jesse Graham. Su álbum debut Drive thru Booty, contiene el sencillo "Turn On, Tune In, Cop Out", que fue utilizado por la marca Levi’s para su campaña de publicidad. Cook reunió de nuevo a la formación en 1996 para su segundo álbum, More of Everything for Everybody.
En 1995 Cook lanzó bajo el nombre de Pizzaman el álbum de Música House Pizzamania, producido por sus amigos Tim Jeffery y JC Reid. El álbum contiene tres singles que entraron en el UK Top 40: "Trippin' on Sunshine", "Sex on the Streets", y "Happiness". Este último, formó parte de la campaña de publicidad de Del Monte Foods en el Reino Unido. Los vídeos musicales de los tres singles fueron dirigidos por Michael Dominic.
Cook adoptó el nuevo seudónimo de Fatboy Slim en 1996. El primer álbum de Fatboy Slim y el segundo de Cook en solitario Better Living Through Chemistry contiene el sencillo "Everybody Needs a 303".
El siguiente trabajo de Fatboy Slim fue el sencillo The Rockafeller Skank, dado a conocer como adelanto del álbum You've Come a Long Way, Baby lanzado en 1998, tema que fue incluido como parte del soundtrack del videojuego FIFA 99. Praise You, también de este álbum, fue el primer número uno en solitario de Cook en Reino Unido; el video musical, dirigido por Spike Jonze, ganó numerosos premios.
En 2000 Cook lanza su cuarto disco en solitario, Halfway Between the Gutter and the Stars, que contó la colaboración de Macy Gray.
En 2003, produjo las pistas 3 y 12 para el álbum Think Tank de Blur, y en 2004 grabó Palookaville, el primer álbum de estudio de Cook en cuatro años.
El 19 de junio de 2006 se lanzó el álbum de grandes éxitos Why Try Harder, compuesto de dieciocho temas, incluyendo sus dos números uno y un par de temas nuevos "Champion Sound" y "That Old Pair of Jeans".
En 2006 Cook viajó a Cuba, donde escribió y produjo dos temas para el álbum The Revolution Presents: Revolution, que fue publicado por Studio K7 y Rapster Records en 2009. Estas pistas fueron "Shelter", y "Siente Mi Ritmo", que contó con la colaboración de la vocalista del grupo cubano Sexto Sentido. Las grabaciones tuvieron lugar en los legendarios estudios EGREM de Cuba, sede del Buena Vista Social Club, y contó con una banda compuesta por los mejores músicos jóvenes de Cuba, incluyendo a Harold López Nussa. Otra pista grabada durante estas sesiones titulada "Guaguanco", fue lanzada por separado en 2006.
Cook ha sido también responsable de remixes exitosos de Cornershop, Beastie Boys, A Tribe Called Quest y Wildchild. En 2008 hizo un remix de la canción "Amazonas" para un acto de caridad, en colaboración con David Byrne y Dizzee Rascal titulado "Toe Jam", junto con un video musical con bailarinas desnudas.
La banda sonora de la serie de televisión Héroes incluye "He's Frank (Slight Return)" (una versión de una canción de The Monochrome Set), con Iggy Pop como cantante.
El 12 de agosto de 2012 actuó en la ceremonia de clausura de los Juegos Olímpicos de Londres. En junio de 2013, publicó el single “Eat, Sleep, Rave, Repeat”, con Riva Starr y Beardyman. En 2015, lanzó una edición del 15º aniversario de Halfway Between the Gutter and the Stars. En mayo del mismo año, Cook compiló The Fatboy Slim Collection, un álbum de canciones utilizadas en sus presentaciones a lo largo de los años. En 2017, Fatboy Slim regresó con el sencillo "Where U Iz", lanzado el 3 de marzo. Más tarde ese año, lanzó otra colaboración con Beardyman titulada "Boom F**king Boom". En 2018, se lanzó un álbum de remezclas de artistas australianos de trabajos anteriores de Cook, titulado Fatboy Slim vs.
En junio de 2023, Cook actuó en el Festival de Glastonbury. Interpretó la canción "Insomnia" de Faithless como homenaje a Maxi Jazz.
En 2024, para festejar las 500 ediciones de su sello discográfico, lanzó la canción “Role Model”, cuyo video utiliza inteligencia artificial para simular que algunas celebridades cantan la canción.

## Bandas y pseudónimos
- Norman Cook
- Beats International (1989 - 1992)
- The Brighton Port Authority (2008–presente)
- Cheeky Boy
- Chemistry
- Disque Attack
- DJ Delite (utilizado en DJ Tools, acapellas, para sencillos de Fatboy Slim)
- DJ Quentox (The Ox that Rocks)
- Fatboy Slim (1996–present)
- The Feelgood Factor
- Freak Power (1993 - 1996)
- Fried Funk Food
- The Housemartins (Bajista desde 1985 - 1988)

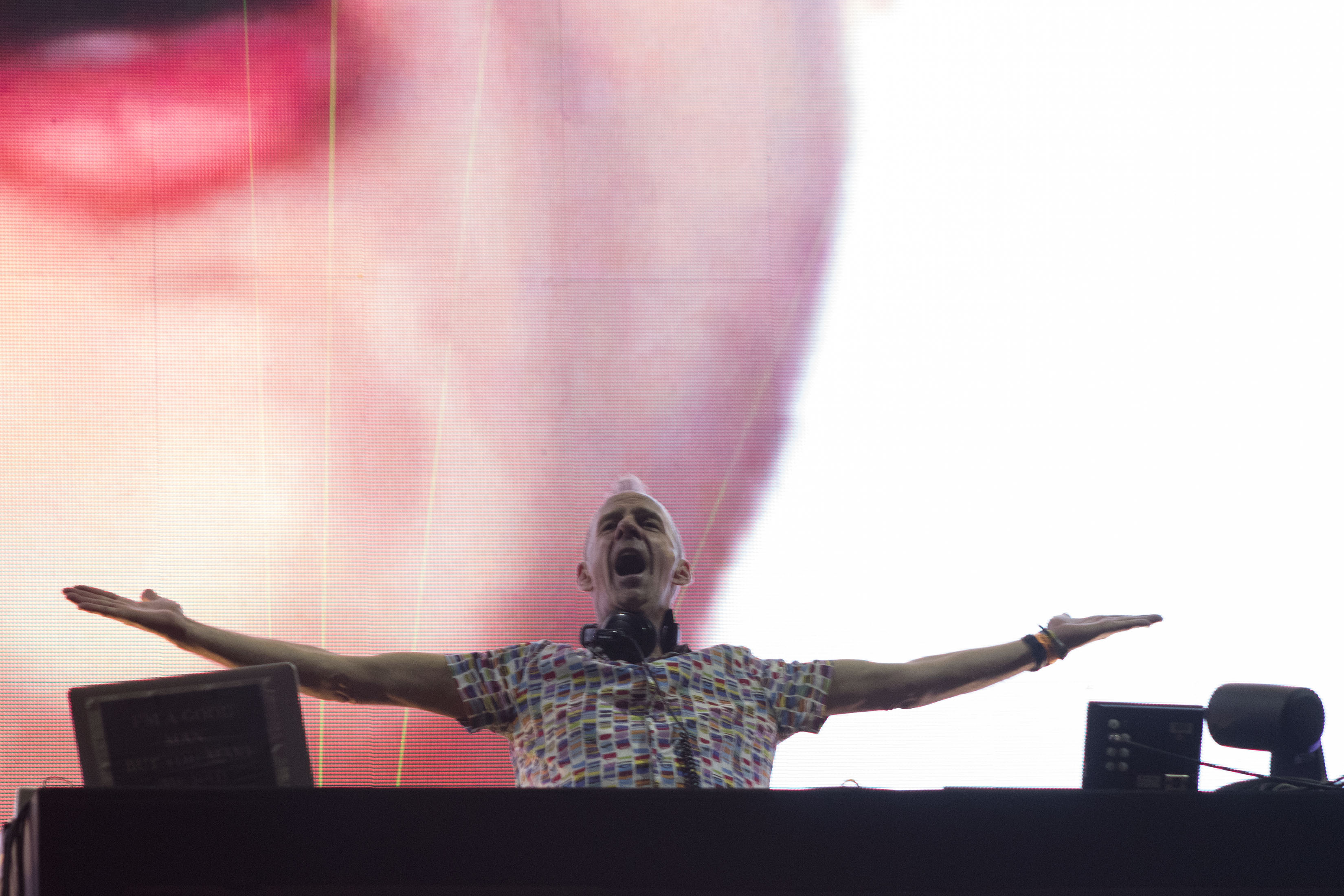
Fatboy Slim en concierto en el Zócalo de la Ciudad de México, 2017.

- Mighty Dub Katz (1996 - 2002)
- Pizzaman (1993 - 1997)
- Rockaway 3
- Sensataria
- Son of a Cheeky Boy
- Son of Wilmot
- Stomping Pondfrogs
- Sunny Side Up
- Yum Yum Head Food
- Quinton Fortune (1996-2006)
- Arthur Chubb
- Margret Scratcher
- Grime Minister
- Asher D. Slim (2002)
- Hot Since 63
- Leo Sayer
- Mighty Gus Poyetz
- Biggie Slims
- Cook Da Bass
- Pierre Burner Down
- Slimboy Fat

## Discografía

### Álbumes de estudio
- Better Living Through Chemistry (1996)
- You've Come a Long Way, Baby (1998)
- Halfway Between the Gutter and the Stars (2000)
- Palookaville (2004)
- I Think We're Gonna Need a Bigger Boat como The Brighton Port Authority (2009)
- Here Lies Love (con David Byrne) (2010)

### Vivos, compilaciones, etcétera
- Pizzaman Pizzamania (1995) pre-Fatboy Slim
- Norman Cook Skip To My Loops (1993) pre-Fatboy Slim
- Varios artistas Southern Fried House (1995) pre-Fatboy Slim (compilación)
- Beat up the NME (Live) (1997)
- On the Floor at the Boutique (Vivo) (1998)
- A Break from the Norm (2001) Fatboy Slim sample (compilación)
- Live on Brighton Beach (Vivo) (2002)
- Big Beach Boutique II (Vivo) (2002)
- Big Beach Boutique II - The Movie DVD (2002)
- My Game (Vivo) (2002)
- Bondi Beach: New Years Eve 06 (2005)
- Fala aí! (2006)
- The Greatest Hits - Why Try Harder (2006) n.º 2 en el Reino Unido
- Loch Ness Monster Remix - (2006)
- Summercase Festival, Boadilla del Monte (Vivo) (2007) España
- Incredibles Adventures in Brazil (Vivo) (2007) Brasil
- The Best Of Fatboy Slim (2019)

### Sencillos
- 1989 "Won't Talk About It"/"Blame It on the Bassline" (como Norman Cook) n.º 29 en el Reino Unido.
- 1994 "Trippin' on Sunshine" (como Pizzaman) n.º 33 en el Reino Unido
- 1995 "Sex on the Streets" (como Pizzaman) n.º 23 en el Reino Unido
- 1995 "Happiness" (como Pizzaman) n.º 19 en el Reino Unido
- 1996 "Hello Honky Tonks (Rock Your Body)" (como Pizzaman) n.º 41 en el Reino Unido
- 1996 "Santa Cruz"
- 1996 "Everybody Needs A 303" n.º 191 en el Reino Unido
- 1996 "Punk To Funk" n.º 177 en el Reino Unido
- 1996 "Just Another Groove" (como Mighty Dub Katz) n.º 43 en el Reino Unido
- 1997 "Magic Carpet Ride" (como Mighty Dub Katz) n.º 24 en el Reino Unido
- 1997 "Going Out Of My Head" n.º 57 en el Reino Unido
- 1997 "Everybody Needs a 303 (Remix)" n.º 34 en el Reino Unido
- 1998 "The Rockafeller Skank" n.º 6 en el Reino Unido - Tema del videojuego FIFA 99
- 1998 "Gangster Trippin'" n.º 3 en el Reino Unido
- 1999 "Praise You" n.º 1 en el Reino Unido, n.º 36 en EE. UU.
- 1999 "Right Here Right Now" n.º 2 en el Reino Unido
- 1999 "Badder Badder Schwing" (Freddy Fresh feat. Fatboy Slim) n.º 34 en el Reino Unido
- 2000 "Sunset (Bird of Prey)" n.º 9 en el Reino Unido
- 2000 "Demons" (con Macy Gray) n.º 16 en el Reino Unido
- 2000 "Star 69" / "Weapon of Choice" n.º 10 en el Reino Unido
- 2000 "Song for Shelter" / "Ya Mama" n.º 30 en el Reino Unido
- 2000 "Drop the Hate"
- 2002 "Let the Drums Speak" (como Mighty Dub Katz) n.º 73 en el Reino Unido
- 2002 "Retox" n.º 73 en el Reino Unido
- 2002 "Talkin' Bout My Baby" n.º 92 en el Reino Unido
- 2003 "Sympathy For The Devil (The Rolling Stones, Singles 1968-1971)" Remix
- 2004 "Slash Dot Dash" n.º 12 en el Reino Unido.
- 2004 "Wonderful Night" n.º 51 en el Reino Unido.
- 2005 "The Joker" n.º 32 en el Reino Unido.
- 2005 "Don't Let the Man Get You Down"
- 2006 "That Old Pair of Jeans" n.º 39 en el Reino Unido.
- 2006 "Champion Sound" n.º 88 en el Reino Unido.
- 2007 "Radioactivity"
- 2008 "Toe Jam" (como The Brighton Port Authority con Dizzee Rascal y David Byrne)
- 2008 "Seattle" (como The Brighton Port Authority con Emmy the Great)
- 2009 "He's Frank (Slight Return)" (como The Brighton Port Authority con Iggy Pop)
- 2010 "Please Don't" (Fatboy Slim y David Byrne con Santigold)
- 2010 "Machines Can Do the Work" (Fatboy Slim & Hervé)
- 2011 "Get Naked" (Fatboy Slim y Riva Starr con Beardyman)
- 2013 "Eat, Sleep, Rave, Repeat" (Fatboy Slim y Riva Starr con Beardyman) n.º 3 en el Reino Unido.
- 2014 "Eparrei" (Dimitri Vegas & Like Mike, Diplo & Fatboy Slim Ft. Bonde Do Role & Pin)
- 2024 "Bus Stop Please" (Fatboy Slim y Daniel Steinberg)
- 2024 "Role Model" (Fatboy Slim Ft. Dan Diamond y Luca Guerrieri)